# Josef Červenka (kněz)
Josef Červenka (4. srpna 1968 Uherské Hradiště - 13. dubna 2022 Olomouc) byl moravský římskokatolický duchovní a v letech 2013 a 2022 člen Kněžské rady arcidiecéze olomoucké. Byl velice oblíbený kněz, známý pro svou nevyčerpatelnou energii a vtipnou povahu a obnovení několika zaniklých poutí.

## Život
Narodil se dne 4. srpna 1968 v Uherském Hradišti.
Od roku 1995 působil jako jáhen ve Slavičíně a dne 22. června 1996 přijal v Olomouci kněžské svěcení.
Zatímco někteří kněží působí ve svých farnostech klidně desítky let, P. Josef Červenka byl znám pro své časté přesazování, neboť za svých necelých 26 let kněžského působení působil celkem v 20 farnostech. 
Nejprve působil jako kaplan ve farnosti Bílovice a administrátor excurrendo ve farnosti Březolupy, kde byl až do roku 1997. Posléze byl ustanoven na rok kaplanem ve farnostech Vyškov, Vyškov-Dědice, Krásensko, Rychtářov a Studnice. Od roku 1998 začal působil jako farář ve farnosti Šternberk a současně byl ustanoven administrátorem ve farnostech Horní Loděnice a Mladějovice a administrátorem ve farnosti Domašov, zde působil nejdéle (do roku 2007) ze všech farností a zanechal zde velice rozsáhlý odkaz. V roce 2007 se stal farářem v Morkovicích a administrátorem ve farnostech Pačlabice a Prasklice a také administrátorem ve farnosti Počenice. V letech 2014 a 2017 ještě působil jako farář v Lidečku a poslední roky svého života, až do své smrti, ve farnosti Soběchleby a jako administrátor ve farnostech Blazice, Hlinsko a Paršovice.
Od roku 2013 až do své smrti byl také členem Kněžské rady arcidiecéze olomoucké.

### Obnovy poutí
Během svého působení jako kaplan v Bílovicích, založil po návratu z Medžugorje, kam dělal s mladými fatníky zájezdy, novou pouť Svárov, kam ještě z Medžugorje přivezl sochu. Jeho pouť se pořádá každého pětadvacátého v měsíci dodnes.
Během svého devítiletého působení ve Šternberku obnovil Hromniční pouť matek a obětování svícnu. V Morkovicích pak obnovil putování na Křéby, jež bylo zrušeno za vlády císaře Josefa II. koncem 18. století.
Účastnil se talé poutí na Svatém Antonínku, kde se spolbratry  založil Kruciátu za kněze.
Byl silně ovlivněn Antonínem Šuránkem.

### Smrt
Zemřel 13. dubna 2022 po krátké a těžké nemoci ve Fakultní nemocnici Olomouc. Pohřeb se konal v 9:30 kostela Nanebevzetí Panny Marie v Soběchlebích, kde mši celebroval tehdy arcibiskup olomoucký Jan Graubner a poté ve 14:30 v kostele sv. Jana Křtitele v Újezdci u Luhačovic, kde mši celebroval pomocný biskup olomoucký Josef Nuzík, a kde jeho tělo bylo na místním hřbitově uloženo.